# L'Epoca (1917)
L'Epoca fu un quotidiano politico pubblicato a Roma. Fondato alla fine del 1917, fu chiuso dal regime fascista nel 1925. Rifondato nel 1945, cessò le pubblicazioni l'anno successivo.

## Storia
Il giornale fu fondato dal giornalista e saggista Tullio Giordana che assunse la carica di direttore; insieme con il principe Alberto Giovanelli creò la Società editrice «Urbs» per la pubblicazione del quotidiano. Proprietario era il principe, mentre Giordana era amministratore e direttore generale. Tullio Giordana chiamò a collaborare al giornale personaggi come Italo Zingarelli, Sergio Panunzio, Mario Appelius, Giuseppe Prezzolini, Pitigrilli, Lina Cavalieri e Olindo Malagodi. La testata aveva una linea liberal-democratica. Nel settembre 1921 la proprietà del giornale passò di mano; ciò causò le dimissioni di Giordana.
All'avvento del fascismo, L'Epoca fece una netta virata a favore del regime. Fu l'omicidio di Giacomo Matteotti (10 giugno 1924) a far cambiare idea al direttore Titta Madia, che passò all'antifascismo. Il regime lo punì allontanandolo alla fine dello stesso 1924.
La direzione del quotidiano fu in seguito assunta Giuseppe Bottai (gennaio-dicembre 1925). L'Epoca cessò le pubblicazioni alla fine dell'anno.
Nel febbraio 1945 la testata fu riportata in vita da Leonida Rèpaci, che aveva appena lasciato Il Tempo. Per la fondazione del giornale, Rèpaci investì la propria liquidazione (pari a 750.000 lire). Il quotidiano recava la sottotestata "Quotidiano indipendente delle ore 12".
Dopo un anno il giornale chiuse; l'ultimo numero uscì nel febbraio 1946 (Anno II, n. 50).

## Direttori
- Tullio Giordana (20 dicembre 1917 - settembre 1921)

...
- Italo Carlo Falbo (27 agosto 1922 - 19 ottobre 1923)
- Titta Madia (20 ottobre 1923 - 1924)[3]
- Giuseppe Bottai (gennaio - dicembre 1925)

Soppressione da parte del regime fascista
- Leonida Rèpaci (febbraio 1945 - febbraio 1946)

## Firme
- Dino Segre. Fu assunto alla fine dell'ottobre 1918 da Tullio Giordana, che l'aveva notato al settimanale Il Mondo edito da Sonzogno. Il primo conflitto mondiale si era appena concluso. In novembre Segre partì per Trieste. Dalla città giuliana scrisse una serie di articoli nel suo miglior stile aneddotico. Ai primi di dicembre giunse a Fiume. La città era contesa tra Italia, Croazia e Jugoslavia. Segre inviò un pezzo irriverente sull'irredentismo (Fiume, città asiatica). L'articolo provocò molto scalpore e irritò le autorità governative, che ordinarono il sequestro delle copie del quotidiano[4].